# HD198766
HD198766 — хімічно пекулярна зоря спектрального класу B7, що має видиму зоряну величину в смузі V приблизно  6,2.
Вона  розташована на відстані близько 1553,1 світлових років від Сонця.